# Losin' It
 Losin' it és una pel·lícula estatunidenco-canadenca de Curtis Hanson estrenada el 1983.

## Argument
Quatre joves californians van a fer una volta fins a la frontera mexicana. A Tijuana, decideixen perdre les seves virginitats de nit.

## Repartiment
- Tom Cruise: Woody
- Jackie Earle Haley: Dave
- John Stockwell: Spider
- John P. Navin Jr.: Wendell
- Shelley Long: Kathy
- Henry Darrow: Xèrif
- Hector Elias: Chuey
- Daniel Faraldo: taxista 1
- Mario Marcelino: Pablo
- Rick Rossovich: Soldat d'infanteria de marina
- James Victor: Advocat
- Kale Browne: Larry
- Enrique Castillo: taxista 2
- Cornelio Hernandez: Gran tipus a presó
- Hector Morales: vigilant de cel·la